# Lovis Corinth
Lovis Corinth (Tapiau, 21 luglio 1858 – Zandvoort, 17 luglio 1925) è stato un pittore, incisore e docente tedesco.

## Biografia
Nato nella Prussia orientale, dopo aver compiuto i primi studi all'accademia di Königsberg, nel 1880 cominciò a frequentare l'Accademia di Monaco di Baviera, che a quel tempo rivaleggiava con Parigi, come centro dell'arte d'avanguardia in Europa.

Nel 1884 si trasferì a Parigi, dove fino al 1887 studiò all'Académie Julian, sotto la guida di William-Adolphe Bouguereau; in quegli anni apprezzò in modo particolare il movimento impressionista e il realismo di Wilhelm Leibl.

Nel 1891 Corinth tornò in Germania, prima a Monaco e poi a Berlino dove, grazie all'appoggio dell'amico Walter Leistikow, a partire dal 1898 si unì con Max Liebermann al movimento della Secessione berlinese.

In questo periodo le sue opere sono caratterizzate da un naturalismo sensuale e ottimistico, ispirate ai fiamminghi del Seicento, in particolare a Peter Paul Rubens.

In un impasto pittorico cupo, leggermente rinnovato da una certa libertà di tocco e di colore, la sua pittura si caratterizza per il carattere forte e incisivo.

I temi trattati sono per lo più soggetti letterari e mitologici, tipici del decadentismo, scene di nudo e drammatiche rappresentazioni religiose.

Questi anni furono importanti. soprattutto perché Corinth sperimentò varie tecniche pittoriche, apprezzando in particolare la tecnica della litografia (la sua prima litografia è del 1894).
Nel 1902 aprì una scuola di pittura e poco dopo sposò una sua allieva, Charlotte Berend, di vent'anni più giovane di lui.

Charlotte, oltre che moglie e madre dei suoi figli, fu la sua musa ispiratrice, influenzandolo profondamente: la vita familiare divenne uno dei temi preferiti, insieme ai paesaggi, alle nature morte e ai ritratti.
Nel mese di dicembre del 1911 fu colpito da un ictus, rimanendo parzialmente paralizzato nel lato sinistro. Grazie alle assidue cure della moglie poté riprendersi e tornare a lavorare con la mano destra. Fu proprio allora che Corinth seppe mostrare tutto il suo talento.
Nel 1914 compì un viaggio da Montecarlo in Italia, lungo la costa ligure e La Spezia, la campagna romana e raggiungendo Roma, per studiarvi gli affreschi vaticani di Raffaello; nel ritorno, attraverso la Svizzera, dovette interrompere il viaggio allo scoppio della guerra.
L'ammirazione per il carattere rivoluzionario di alcuni artisti del tempo, in particolare per Oskar Kokoschka, lo avvicinò all'espressionismo.

Andando contro la tradizione accademica, che ricercava un compromesso tra pittura pura e disegno, creò opere caratterizzate da un espressionismo accentuatamente psicologico e inquieto, spesso ferocemente realistico.

Negli autoritratti e nei paesaggi, i colori sono meno vibranti rispetto al passato, con un'accesa serenità cromatica, di straordinaria vitalità e vigore, che costituiscono il punto più alto della sua ricerca.

Fu a partire da questo periodo che pervenne a risultati artistici significativi, ottenendo grande fortuna critica sino a divenire, dal 1915 al 1925, presidente della Secessione berlinese, succedendo a Max Liebermann.

Corinth fu artisticamente molto prolifico e negli ultimi quindici anni della sua vita produsse più di novecento opere, tra cui sessanta autoritratti.
Nel 1925, recatosi nei Paesi Bassi per studiare i suoi maestri preferiti, si ammalò di polmonite: morì a Zandvoort il 17 luglio 1925. Le sue spoglie vennero tumulate nel Cimitero Ovest di Stahnsdorf. Ha lasciato disegni, acqueforti e litografie e anche scritti letterari e di critica d'arte.
Nel 1937 sue opere, insieme a quelle di molti altri artisti, furono esposte dal regime nazista nella ironica mostra di Arte degenerata.

## Galleria d'immagini

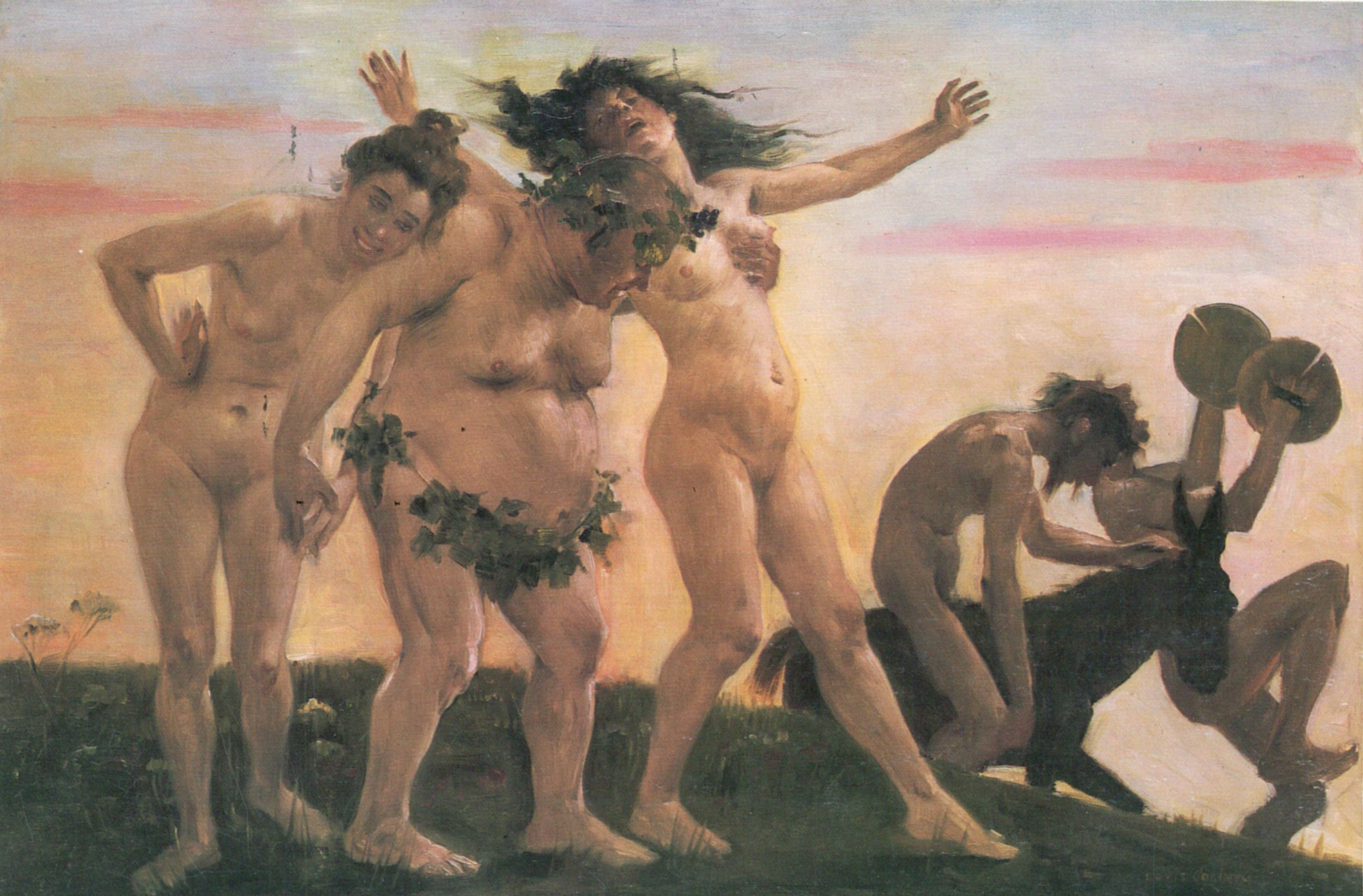
1898 Ritorno dal baccanale Von Der Heydt Museum
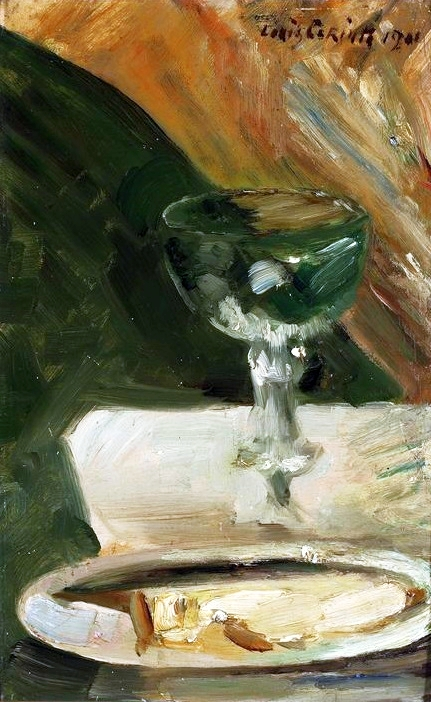
1901 Natura morta con calice Museo nazionale di Varsavia
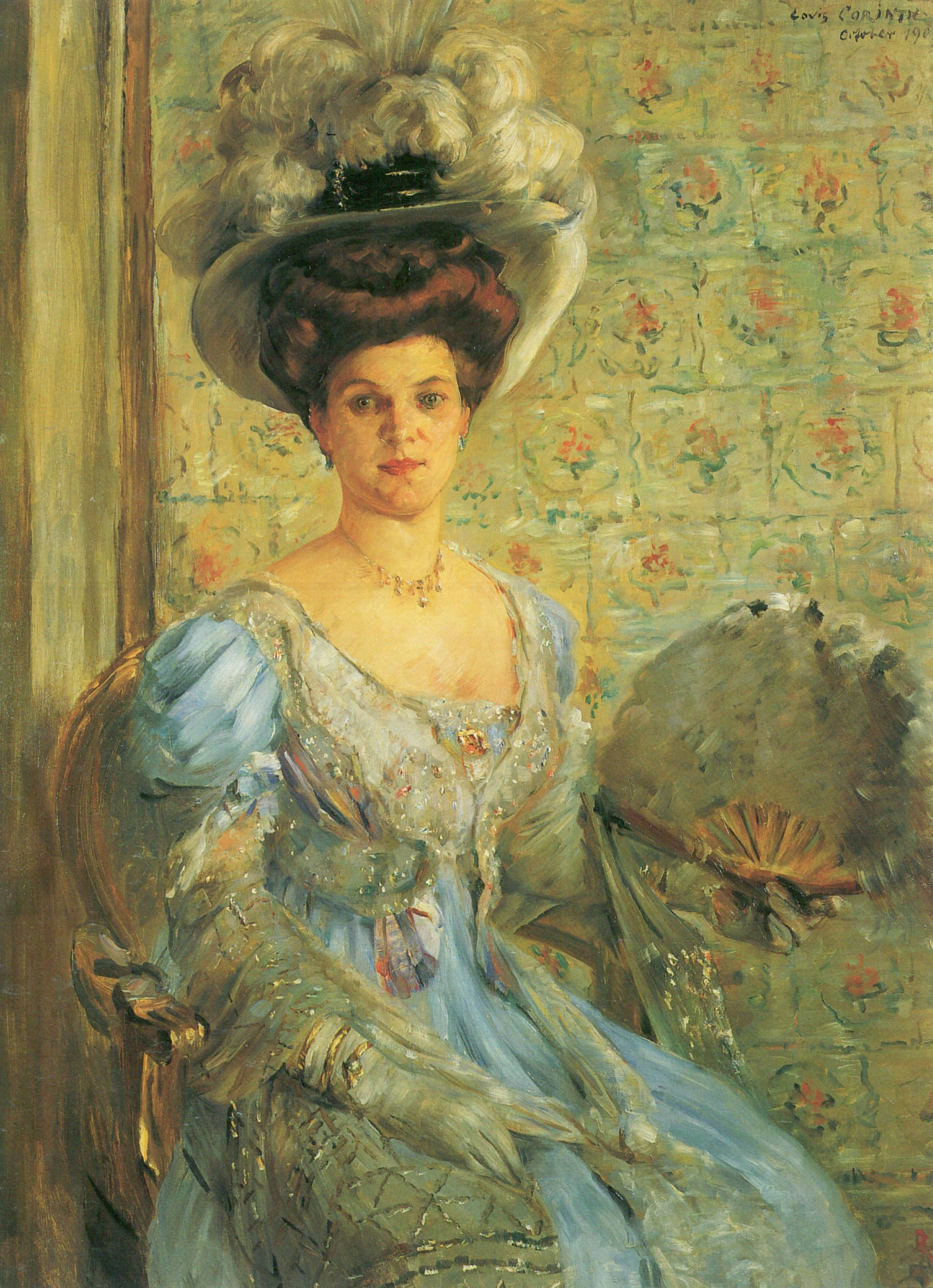
1907 Ritratto della contessa Finkh
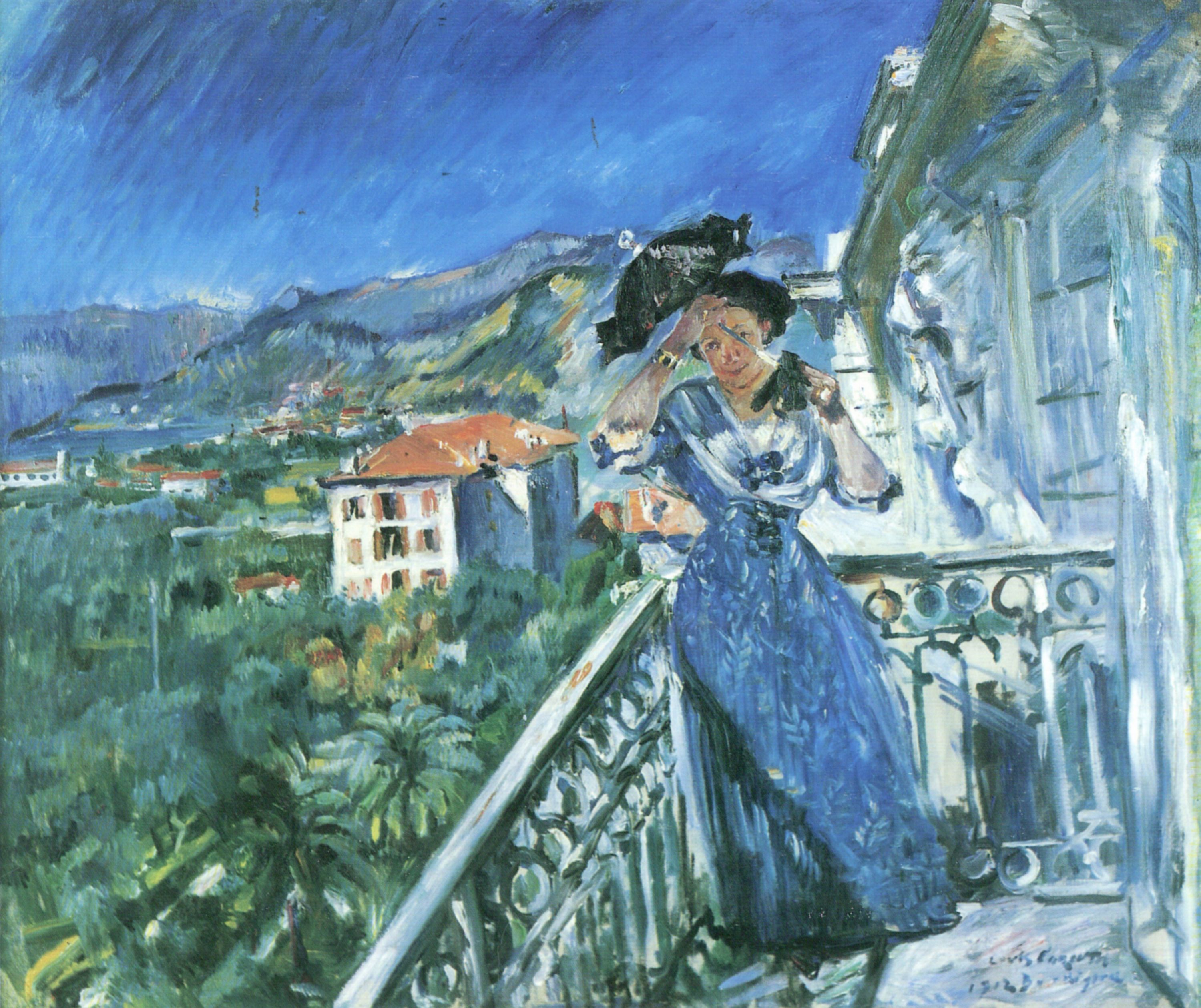
1912 A Bordighera Museum Folkwang
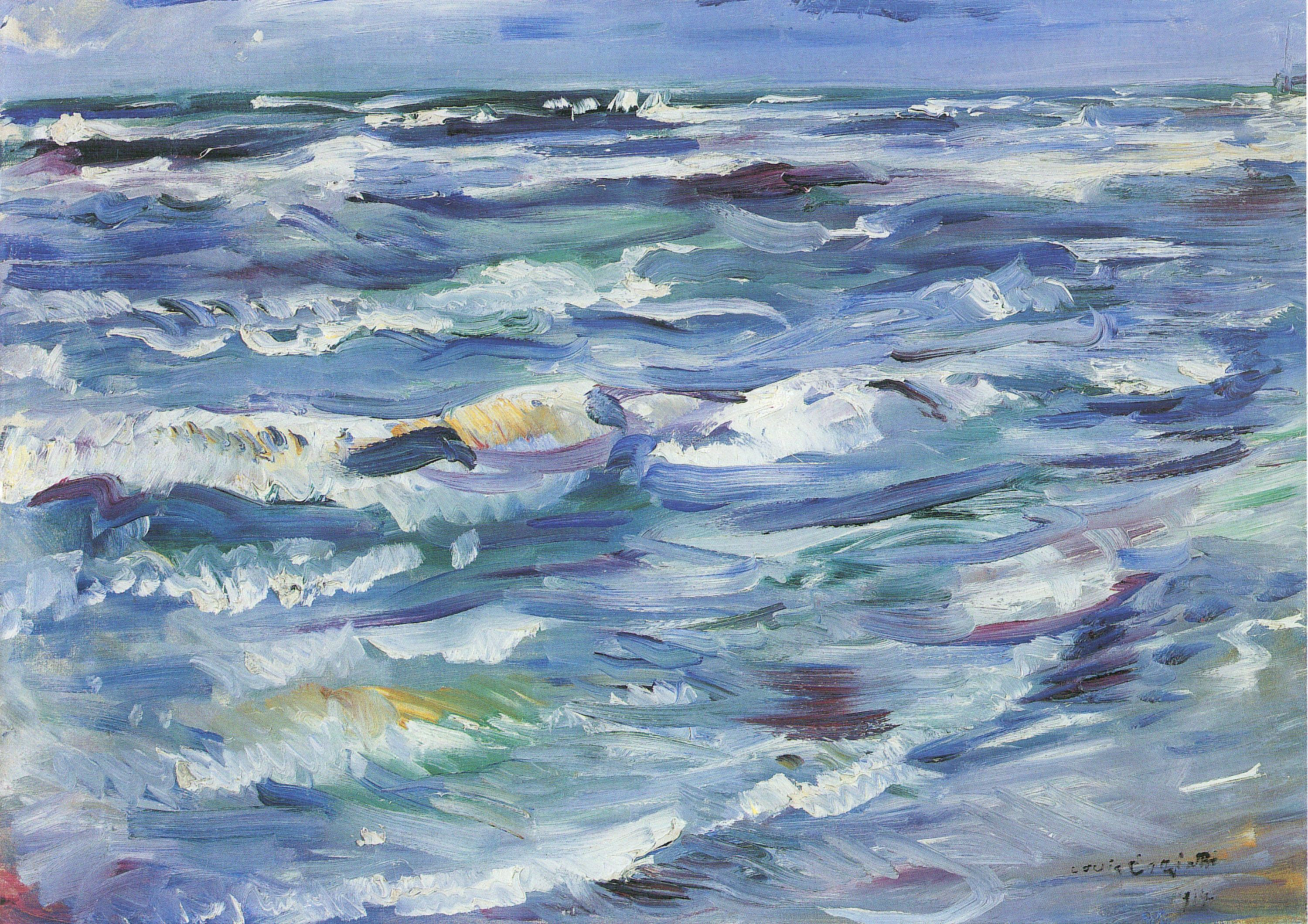
1914 Mare a La Spezia Kunsthalle Mannheim
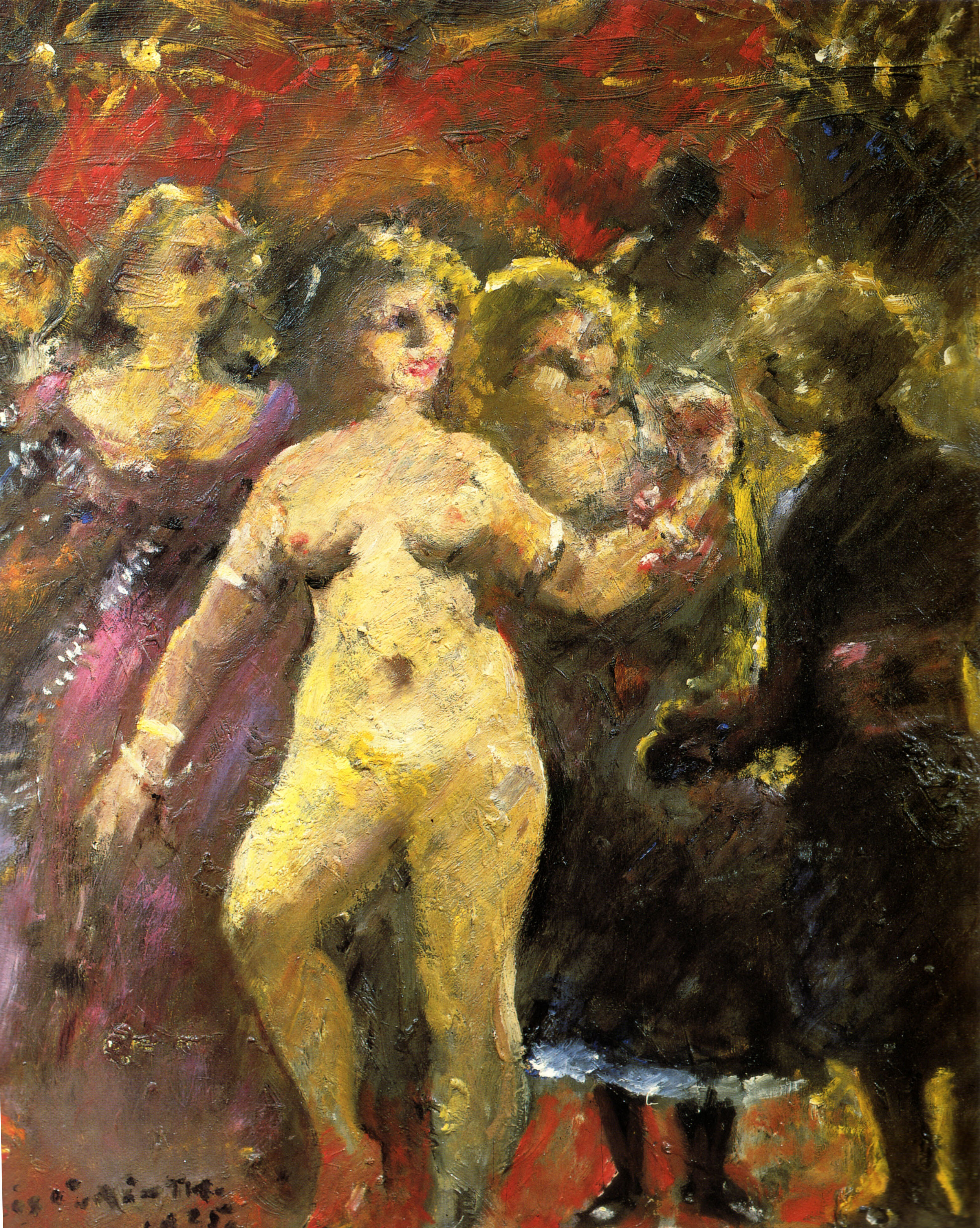
1925 La bella Imperia
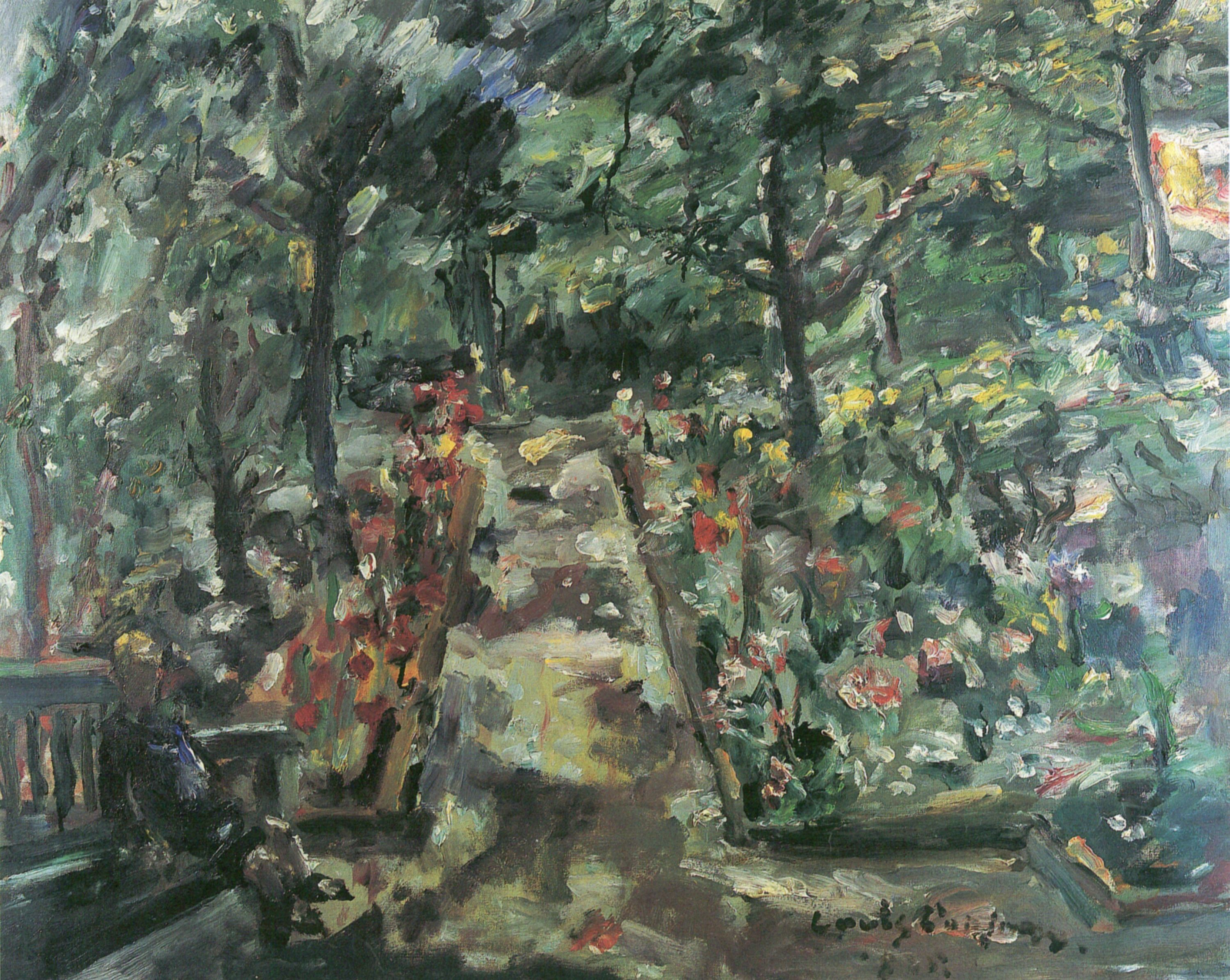
1925 Giardino berlinese Von Der Heydt Museum